# Compagnie aérienne virtuelle (jeu)
Pour la notion générale, voir Compagnie aérienne virtuelle.
 (avril 2017).
Si vous disposez d'ouvrages ou d'articles de référence ou si vous connaissez des sites web de qualité traitant du thème abordé ici, merci de compléter l'article en donnant les références utiles à sa vérifiabilité et en les liant à la section « Notes et références ».
 (avril 2017).
- Si vous ne connaissez pas le sujet, laissez ce bandeau (vous pouvez alors contacter les auteurs).
- Si vous supprimez le contenu mis en cause (vous pouvez préalablement contacter les auteurs),

argumentez précisément cette suppression dans la page de discussion
(un manque de référence n'est pas un argument ; une recherche réelle de référence doit avoir été effectuée, être formellement documentée).
Les compagnies aériennes virtuelles organisent des vols virtuels sur des réseaux tels que IVAO, PilotEdge ou VATSIM ainsi que hors réseau avec les logiciels de simulation de vol Flight Simulator, X-Plane et Prepar3D. Les compagnies aériennes virtuelles ont généralement une présence sur Internet.

## Qu'est-ce qu'une compagnie aérienne virtuelle?

### Description

#### Technique
Une compagnie virtuelle propose aux pilotes virtuels, après inscription, d'effectuer des vols réguliers (Paris - New York par exemple), des vols en hélicoptère, ou encore des vols cargo. Généralement, le vol effectué est enregistré soit par un logiciel de type boite-noire pendant le vol, soit a posteriori sur le site Internet de la compagnie aérienne virtuelle. L'enregistrement du vol est appelé un rapport. Il comprend l'aéroport de départ, celui d'arrivée, l'altitude et le temps de vol. Il est ensuite cumulé à toutes les heures de vol du pilote.
Les pilotes de ces compagnies se retrouvent aussi en réseau, où ils peuvent voir les autres avions autour d'eux et bénéficier des services de contrôleurs aériens "joueurs" comme eux, mais qui respectent eux aussi strictement les procédures réelles au décollage, en vol et à l'atterrissage.

#### Sociale
Une compagnie aérienne virtuelle (en anglais virtual airline ou VA) est un groupe ou club d'amateurs de simulation de vol dont l'objectif est de simuler la vie d'une véritable compagnie aérienne, avec ses vols réguliers sur des destinations précises dans le respect des procédures réelles de l'aviation civile. Les VA peuvent aussi permettre à tous ceux qui sont intéressés par l'aviation mais qui ne peuvent voler eux-mêmes dans la réalité pour des raisons financières, de santé, etc. de profiter tout de même de leur passion.

### Certification sur les réseaux multijoueur
Lorsque la compagnie aérienne de simulation virtuelle est suffisamment active. C'est-à-dire que beaucoup de personnes y volent virtuellement sur un réseau en ligne, elle peut bénéficier d'une certification par celui-ci dans un but de parrainage,. C'est ce que proposent le réseau IVAO et son concurrent successeur VATSIM.

## Création et mise en place
Une compagnie de simulation virtuelle consiste fondamentalement dans le traitement des données récoltées par les logiciels de type boîte-noire (appelés aussi dans le jargon ACARS ou Tracker) sur un site internet possédant une base de données. Ainsi il existe plusieurs manières de mettre en place un tel système.

### Utilisation d'un service payant ou semi-payant
C'est le moyen le plus simple d'avoir une base solide, mais qui a l'inconvénient d'être payant. L'un des plus connus entièrement payant est vAMSYS qui fournit un logiciel ACARS (nommé Pegasus) partiellement personnalisable en plus d'un hébergement web avec un site préfabriqué.
La seconde catégorie des semi-payants concerne phpVMS ou encore Vabase et met à disposition un site en langage PHP de type CMS. Le logiciel ACARS est payant mais le reste est gratuit à condition de disposer préalablement d'un hébergement web qui remplit les conditions requises indiquées dans leur documentation si le service n'en propose pas déjà. L'avantage de phpVMS est que le site reste modulable simplement à l'aide de plugins créés par la communauté.

### Utilisation de CMS gratuits et open source
Les CMS sont open source, c'est-à-dire que le code et la base de données sont accessibles librement. Leur utilisation nécessite un minimum de connaissances dans la création de sites PHP. Virtual Airlines Manager (VAM) met à disposition cette structure en fournissant les fichiers du site internet et un logiciel ACARS (nommé SIMACARS). L'avantage (ou désavantage) dans ce cas réside dans le total control des données de vol et d'utilisateur. Néanmoins, Virtual Airlines Manager est aujourd'hui obsolète et ne fonctionne qu'aux versions antérieures à PHP 7.2.

### Utilisation de ses propres compétences
Il est possible de créer son propre système de A à Z en utilisant ses propres compétences et en ayant une bonne idée de comment va fonctionner votre projet. Le but étant de récupérer les données d'un ou plusieurs simulateurs de vol et de envoyer vers une base de données. Celles-ci seront ensuite traitées et interprétées par le code back-end du site. 
La création du logiciel ACARS peut être réalisée en .NET à l'aide du puissant outil Visual Studio par Microsoft et à l'aide du kit de développement (SDK) FSUICDLL compatible sur les principaux simulateurs Microsoft et X-plane et supporté par le .NET Framework. Enfin, le site peut être réalisé avec n'importe quel Framework adapté.
Par exemple, la compagnie de simulation virtuelle ram-vlines a commencé sur le CMS VAM mais a changé de ligne de développement depuis août 2019.

## Quelques compagnie aérienne virtuelle
Voici un tableau reprenant quelques compagnies aériennes virtuelles crées en Belgique : 
Ce tableau n'est pas encore terminé. 
| Pays     | Nom                                                     | Date                | Page web          |
| -------- | ------------------------------------------------------- | ------------------- | ----------------- |
| Belgique | Oenia Airlines (officiellement Oenair Virtual Airlines) | Créée le 20/02/2025 | https://oenair.eu |

## Relations avec les compagnies aériennes réelles

### Poursuites judiciaires
En 2003, dans le monde réel, Qantas Airways a annoncé la création d'une nouvelle compagnie low-cost nommé Jetstar Airways. Cependant, une compagnie aérienne virtuelle nommée Jetstar International Airlines existait déjà et possédait un site web du même nom. En tant que promotion de lancement, Qantas a vendu 100 000 billets à 29 $, et le site web de la compagnie aérienne virtuelle fut inondé de clients, chercheurs d'emplois et démarcheurs en tout genre. La compagnie virtuelle intenta un procès à Qantas revendiquant que Qantas a volé sa marque et son logo. C'est le premier cas connu d'une compagnie aérienne réelle usurpant les marques et la propriété intellectuelle d'une compagnie aérienne virtuelle.
Aucun accord n'a été publiquement annoncé, et Qantas a maintenant son propre nom de domaine jetstarairlines.com. Les détails de l'accord, s'il y a eu accord, sont donc inconnus 
Une autre compagnie aérienne, Northwest Airlines, menace d'intenter un procès à plusieurs compagnies virtuelles opérant sur le réseau VATSIM. En conséquence, VATSIM interdit à toutes les compagnies virtuelles Northwest de devenir des compagnies virtuelles officielles ou de faire de la publicité sur leur forum.

### Coopération
Dans le but d'éviter de se faire taper sur les doigts par une compagnie aérienne réelle, America West Virtual Airlines (AWVA) a choisi de se différencier fortement de America west qu'elle simule. En effet, il y avait de trop grandes similitudes entre la compagnie réelle et la compagnie virtuelle. Plutôt qu'un simple changement de nom, les dirigeants de AWVA ont choisi de simuler une fusion entre America West et US Airways ; cette fusion fut choisie pour la diversité géographique de leurs vols réguliers et la flotte d'avions similaire. Midcontinent Airlines fut choisi comme nom. Un an après, les deux compagnies aériennes US Airways et America West Airlines annonçaient leur fusion.
La plupart des autres compagnies aériennes reconnaissent leur compagnie aérienne virtuelle associée, telle que United Airlines. Il y a cependant des exceptions, une de celles-ci est Easyjet qui n'autorise aucune VA à simuler leurs opérations.